# Wrąbczynek
Wrąbczynek (prononciation : [vrɔmpˈt͡ʂɨnɛk]) est un village polonais de la gmina de Pyzdry dans le powiat de Września de la voïvodie de Grande-Pologne dans le centre-ouest de la Pologne.
Il se situe à environ 10 kilomètres à l'est de Pyzdry (siège de la gmina), à 24 kilomètres au sud-est de Września (siège du powiat) et à 66 kilomètres à l'est de Poznań (capitale régionale).

## Histoire
De 1975 à 1998, le village faisait partie du territoire de la voïvodie de Konin.

Depuis 1999, Wrąbczynek est situé dans la voïvodie de Grande-Pologne.